# Isstock vid olympiska vinterspelen
Isstock har varit demonstrationssport vid olympiska vinterspelen två gånger, 1936 och 1964. Vid olympiska vinterspelen 1936 presenterades sporten som en konkurrent till curlingen som då slopats från det olympiska programmet. 
Isstock är en sport som påminner mycket om curling och är vanlig i Alperna. Sportens spridning är begränsad till länder där vattnet fryser på vintern.

## 1936
| Tävling          | Etta                                                                                          | Tvåa                                                                                       | Trea |
| Singel långskott | Georg Edenhauser Österrike                                                                    | Friedrich Mosshammer Österrike                                                             | Ludwig Retzer Tyskland                                                                                     |
| Singel målskott  | Ignaz Reiterer Österrike                                                                      | August Brunner Tyskland                                                                    | Karl Wolfinger Tjeckoslovakien                                                                             |
| Lag herrar       | Österrike I · Wilhelm Silbermayr · Anton Ritzl · Otto Ritzl · Wilhelm Pichler · Rudolf Rainer | Tyskland III · Georg Redel · Ferdinand Erb · Johann Eibach · Josef Lenz · Alois Dirnberger | Österrike II · Josef Hödl-Schlehofer · Johann Mrakitsch · Rudolf Wagner · Friedrich Schieg · Hubert Lögler |